# 新戊醇
新戊醇，即2,2-二甲基丙醇，是一種有機化合物，是醇類的一種，其化學式為C5H12O或(H3C-)3C-CH2OH. 它是新戊烷或C(CH3)4的醇類衍生物。
他是樹脂狀的結晶性固體，不像其他醇類那麼容易燃燒，但是它具有強刺激因此使用時要特別小心。
它可以和溴結合變成三溴新戊醇，它被應用在合成樹脂阻燃劑的原料。